# Trigonoptera maculifascia
Trigonoptera maculifascia là một loài bọ cánh cứng trong họ Cerambycidae.